# Campionati di football americano in Asia

## Elenco

### Campionati nazionali

#### Maschili

##### Outdoor

###### Attivi
| Stato               | Massima serie | Nome della finale          | Prima edizione | Edizioni giocate | Maggiori vittorie                      | Numero vittorie | Maggiori partecipazioni                  | Partecipazioni | Campione in carica               |
| ------------------- | ------------- | -------------------------- | -------------- | ---------------- | -------------------------------------- | --------------- | ---------------------------------------- | -------------- | -------------------------------- |
| Cina                | AFLC          |                            | 2014-15        | 2                | Shanghai Nighthawks, Shanghai Warriors | 1               | Shanghai Nighthawks                      | 2              | Shanghai Warriors (2015-16)      |
| Corea del Sud       |               | Kimchi Bowl                | 1996           | 22               | Dong-A University                      | 4               | Dong-Eui University Turtle Fighters      | 6              | Daegu Phoenix (2016)             |
| Emirati Arabi Uniti | EAFL          | Desert Bowl                | 2013           | 4                | Abu Dhabi Wildcats                     | 3               | Dubai Stallions                          | 3              | Dubai Barracudas (2015-16)       |
| Filippine           | PAFL          |                            | 2016           | 1                | Manila Rough Riders                    | 1               | Manila Wolfpack, Manila Rough Riders     | 1              | Manila Rough Riders (2016)       |
| Giappone            |               | Rice Bowl                  | 1983           | 34               | Obic Seagulls                          | 7               | Kwansei Gakuin University Fighters       | 11             | Fujitsu Frontiers (2016-17)      |
| Giordania           | JAFL          | Buffalo Wings & Rings Bowl | 2016-17        | 1                | Amman Fighting Falcons                 | 1               | Amman Fighting Falcons, Amman Barracudas | 1              | Amman Fighting Falcons (2016-17) |

###### Inattivi
| Stato     | Massima serie | Nome della finale | Prima edizione | Ultima edizione | Edizioni giocate | Maggiori vittorie | Numero vittorie | Maggiori partecipazioni | Partecipazioni | Ultimo vincitore     |
| --------- | ------------- | ----------------- | -------------- | --------------- | ---------------- | ----------------- | --------------- | ----------------------- | -------------- | -------------------- |
| Filippine | PTFL          |                   | 2009           | 2015            | 7                | Manila Bandits    | 4               | Manila Bandits          | 5              | Manila Wolves (2015) |

##### Indoor
| Stato | Massima serie | Nome della finale | Prima edizione | Ultima edizione | Edizioni giocate | Maggiori vittorie | Numero vittorie | Maggiori partecipazioni        | Partecipazioni | Campione in carica/Ultimo vincitore |
| ----- | ------------- | ----------------- | -------------- | --------------- | ---------------- | ----------------- | --------------- | ------------------------------ | -------------- | ----------------------------------- |
| Cina  | CAFL          | China Bowl        | 2016           |                 | 1                | Beijing Lions     | 1               | Beijing Lions, Qingdao Clipper | 1              | Beijing Lions (2016)                |

### Campionati internazionali

#### Maschili
| Stato                      | Massima serie | Nome della finale | Prima edizione | Ultima edizione | Edizioni giocate | Maggiori vittorie | Numero vittorie | Maggiori partecipazioni        | Partecipazioni | Campione in carica/Ultimo vincitore |
| -------------------------- | ------------- | ----------------- | -------------- | --------------- | ---------------- | ----------------- | --------------- | ------------------------------ | -------------- | ----------------------------------- |
| India, Pakistan, Sri Lanka | EFLI          | Elite Bowl        | 2012           |                 | 1                | Pune Marathas     | 1               | Pune Marathas, Delhi Defenders | 1              | Pune Marathas (2012)                |
| Kazakistan, Kirghizistan   | CAAFL         |                   | 2015           |                 | 2                | Almaty Titans     | 2               |                                |                | Almaty Titans (2016)                |